# Goos Mante
Goris (Goos) Mante (Willemstad (Noord-Brabant), 5 september 1898 - Overveen, 25 september 1942) was een officier in de Nederlandse Koninklijke Marine, inspecteur van de scheepvaart en verzetsstrijder tijdens de Tweede Wereldoorlog.

## Biografie

### Onderzeedienst
Mante studeerde in 1920 af aan het Koninklijk Instituut voor de Marine in Den Helder. Bij de Onderzeedienst voerde hij achtereenvolgens het commando over verschillende onderzeeboten waaronder O7, O6, KXIII, en KXV.

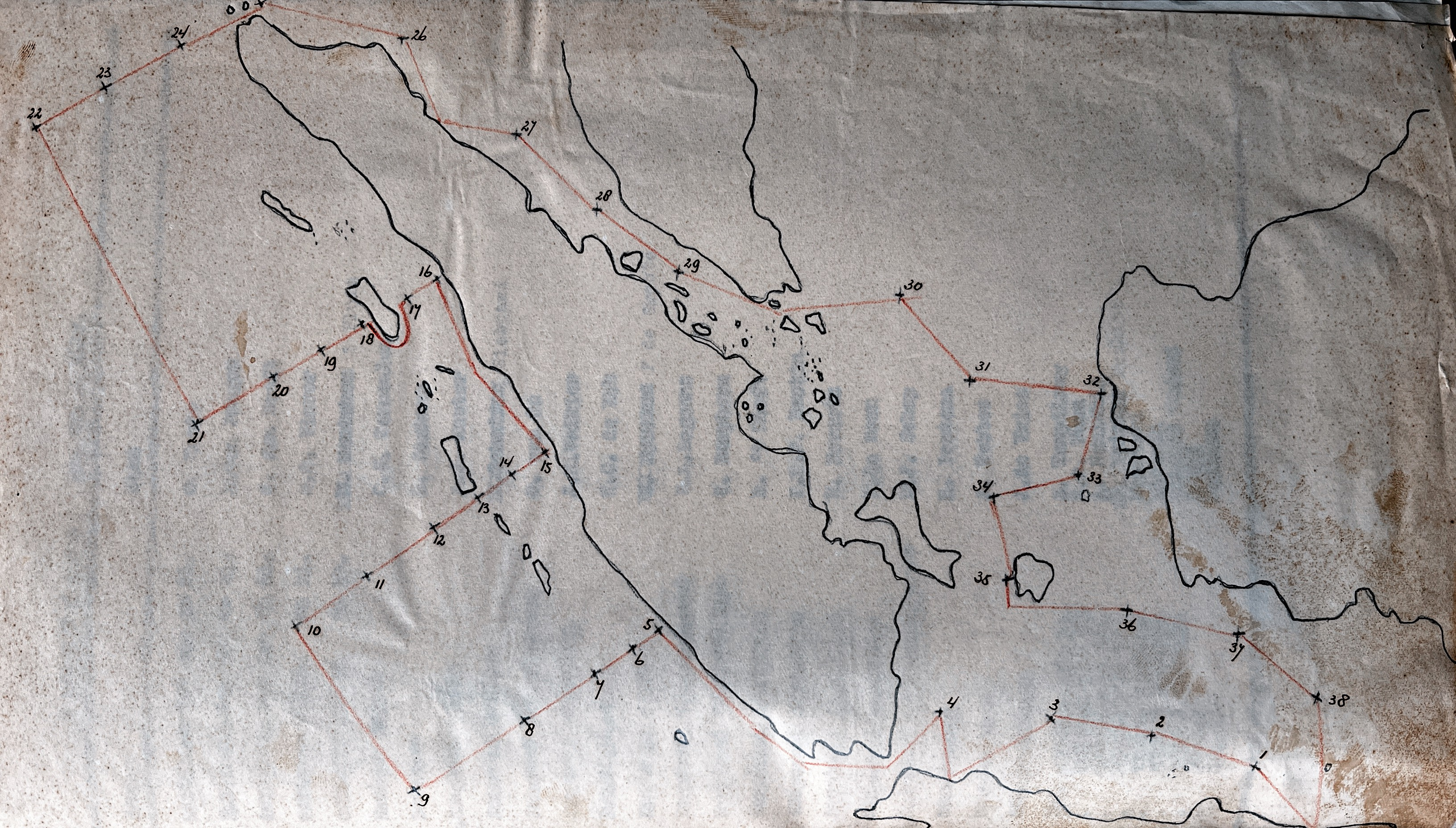
Route van de KXIII tijdens 3e wetenschappelijke reis. De route gaat haaks over de Sumatra trog om de verandering in de zwaartekracht te onderzoeken.

Met de KXIII maakte hij drie wetenschappelijke reizen met Felix Vening Meinesz. Dit werk vormde onderdeel van een groter onderzoeksprogramma van Vening Meinesz wat de basis legde voor experimentele geofysica op zee. Vening Meinesz wilde zwaartekrachtsanomalieën langs oceanische troggen meten. Tijdens deze drie reizen maten zij de zwaartekracht langs de oceaantrog direct ten zuiden van Sumatra en ontdekten een negatieve anomalie. Het daagde de bestaande theoretische ideeën over de aardkorst uit. Vervolgwerk in de jaren '60 door Hess leidde tot het concept van oceanische spreiding en de algemene acceptatie van de theorie van de platentektoniek.

### Scouting
In juni 1937 werd hij benoemd tot hoofdkwartiercommissaris voor zeeverkenners en had daarmee zitting in het hoofdbestuur van De Nederlandsche Padvinders. Daardoor kwam er meer aandacht voor zeeverkenners. Tijdens de 5e Wereldjamboree van 1937 was Mante belast met de algemene leiding van zeeverkennersaangelegenheden.
Medebestuursleden waren J.M de Booy, Prof. Ir. R.L.A. Schoemaker en J. Ellerman. Met allen zou hij tijdens de oorlog nog te maken krijgen.

### Scheepvaart Inspectie
Als Inspecteur voor de Scheepvaart werd Mante vooral actief om de sector voor te bereiden op naderend conflict. Hij hield lezingen, gaf radiotoespraken, en schreef artikelen in vakbladen over onderwerpen als luchtbescherming, verduistering van schepen, en bescherming tegen zeemijnen.

### Oorlogsjaren
Mante was actief in het verzet vanaf het begin van de oorlog en lid van de Ordedienst:
14 Mei 1940 hielp hij J.M De Booy, president van de B.P.M. naar Londen te vluchten.
18 mei 1940 werd Hintzmann aangesteld om de Nederlandse werven te gebruiken om de invasie van Engeland voor te bereiden. Mante werd toegewezen als zijn adjudant, maar benutte die positie om informatie te verzamelen en door te geven aan Londen. Zo wist hij de plannen voor de invasie van Engeland te bemachtigen.
Op 7 augustus 1941 werd Mante gearresteerd en in het Oranje Hotel geplaatst. Maart/april 1942 begon het 1e OD proces, wat resulteerde in een doodstraf. Op 25 september 1942 werd het vonnis voltrokken in de duinen bij Overveen.